# エムデン (フリゲート・2代)
エムデン（ドイツ語: Emden, F 210）は、ドイツ海軍のフリゲート。ブレーメン級フリゲートの4番艦。艦名はエムデン市に由来する。この名を受け継いだドイツの艦艇としては5代目にあたる。

## 艦歴
「エムデン」は、ティッセン・ノルトゼーヴェルケエムデン工場で1979年9月25日に起工し、1980年9月3日に進水、最終工程をブレーマー・フルカン造船所で仕上げ、1982年5月9日に就役した。その後、第2機動隊群第4フリゲート戦隊に所属し、ヴィルヘルムスハーフェンを母港としていた。
エムデン市が後援団体となっている。
「エムデン」は就役以来、様々な作戦に参加している。1996年6月にはシャープガード作戦に参加、不朽の自由作戦の枠組みで2002年、2006年、2008年に出動している。さらに2006年には10月18日から11月6日まで北大西洋条約機構の常設第2海洋グループの一部に参加する。
2008年2月12日から7月8日までアデン湾にてソマリア沖の海賊対処のために出動し、2008年4月21日、アデン湾において日本郵船のタンカー「高山」が武装した海賊に襲撃された際、「高山」の救難信号を受信し艦載機を急行させ救援した。ヘリコプターが現場海域に到着した時点では、既に海賊は撤退した後だったが、海賊抑止として一定の評価がなされた。同月23日夜に複数の不審な船舶が帆船「スター・クリッパー（de:Star Clipper）」に接近したため、翌24日までこれを護衛した。
2009年前半期にはNATO常設第1海洋グループに参加する。また、この年にはオーストラリアまでの遠洋航海を実施し、航海の途中で初代「エムデン」の沈没点で慰霊祭を行う計画であったが、スエズ運河通過中にアタランタ作戦に参加することが命じられたため、計画は中止となった。
2010年1月、アタランタ作戦には2度目の派遣となり、同年5月19日に「F216 シュレースヴィヒ＝ホルシュタイン」と交代するまで任務に就いた。そして、バーデン・ヴュルテンベルク級フリゲートが建造開始されたことにより、2013年11月29日に退役した。